# La Tentation de saint Antoine (Bosch, Lisbonne)
Pour les articles homonymes, voir La Tentation de saint Antoine.
Ne doit pas être confondu avec La Tentation de saint Antoine (Bosch, Madrid).
La Tentation de saint Antoine, ou Triptyque de la Tentation de saint Antoine, est un triptyque du peintre des Pays-Bas bourguignons Jérôme Bosch, actuellement exposé au Museu Nacional de Arte Antiga de Lisbonne (Portugal). Dans cette huile sur panneau dont le panneau central mesure 131,5 × 119 cm et les panneaux latéraux chacun 131,5 × 53 cm, l'artiste peint une trilogie allégorique dont le thème essentiel est la lutte du Bien et du Mal représenté notamment par les vices, les impuretés et les sept péchés capitaux personnifiés de manière très expressive.

## Le thème: saint Antoine
Vers la fin du Moyen Âge, alors que les guerres et les maladies font des ravages, apparaît le culte florissant des saints et de leurs reliques. Saint Antoine, souvent représenté en vieillard barbu, était particulièrement vénéré et protégeait de l’ergotisme. L’ergot est un champignon parasite du seigle (dont la farine sert à la fabrication du pain) qui provoque une gangrène douloureuse (appelée « feu de saint Antoine »), des hallucinations, voire des psychoses perçues à l’époque comme des manifestations diaboliques ou la punition de Dieu qui a été offensé. Les visions étranges, les impressions psychédéliques, entraînées par cette maladie sont retranscrites dans les fantastiques visions de Bosch.
Saint Antoine était aussi le saint protecteur des animaux d’élevage et particulièrement du porc. Dans ce tableau, on peut repérer des références à La Légende dorée de Jacques de Voragine (XIIIe siècle) qui racontait les tentations du saint dans le désert d’Égypte.
Ce tableau (un triptyque, probablement un retable destiné à orner l’arrière de la table d’autel d’une église), en parfaite conformité avec le christianisme, joue sur l’allégorie religieuse, les symboles mystiques, voire ésotériques ou astrologiques de son époque et sur les illustrations d’expression populaire locale qui sont difficilement compréhensibles pour un public d’aujourd’hui. L'iconographie des sept péchés capitaux relève d'une tradition ancienne. Dans ce tableau panneau de Bosch, ils sont illustrés par des tableautins narratifs, conformément à l'habitude médiévale.

## Description

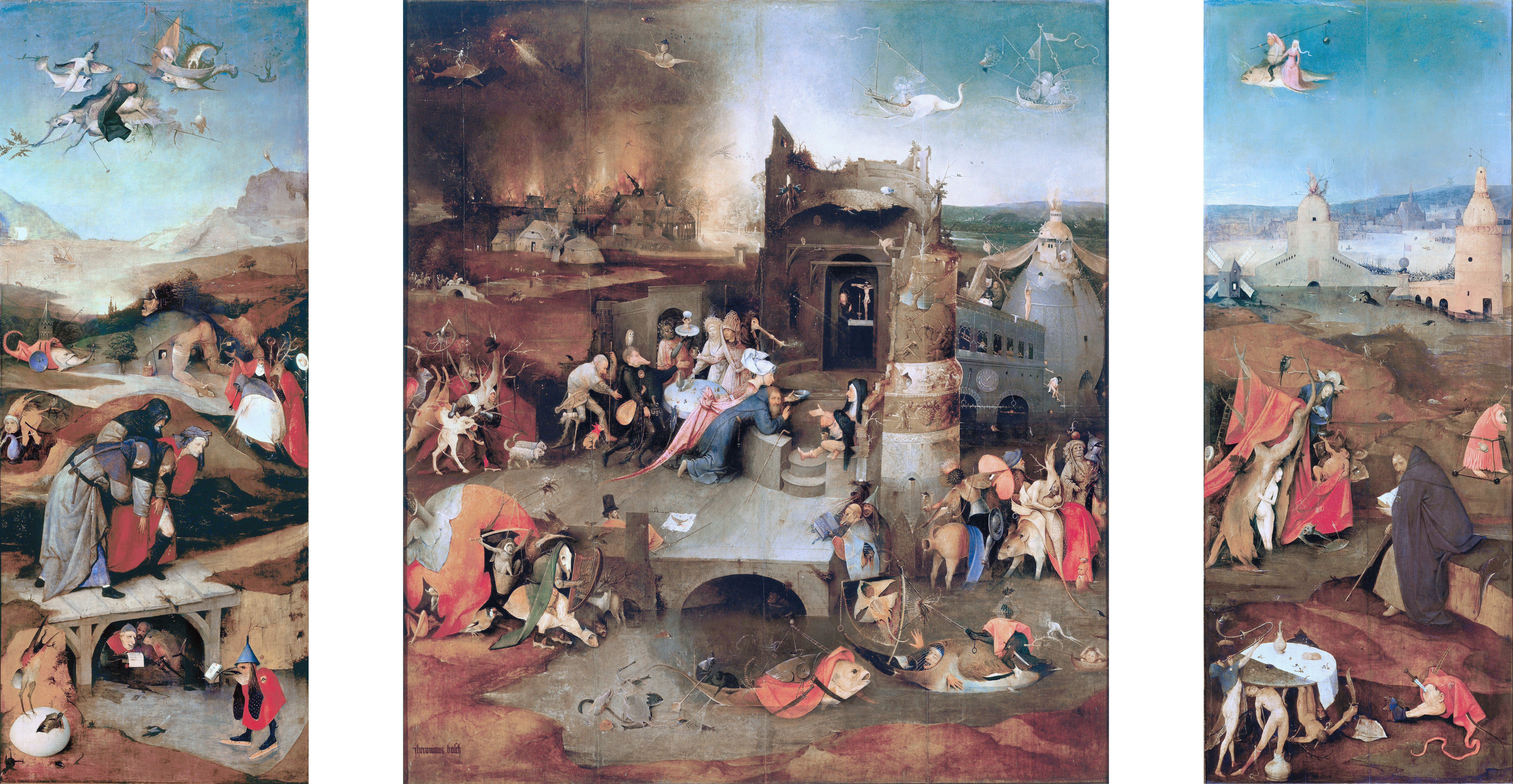
La Tentation de saint Antoine.

### Panneau de gauche

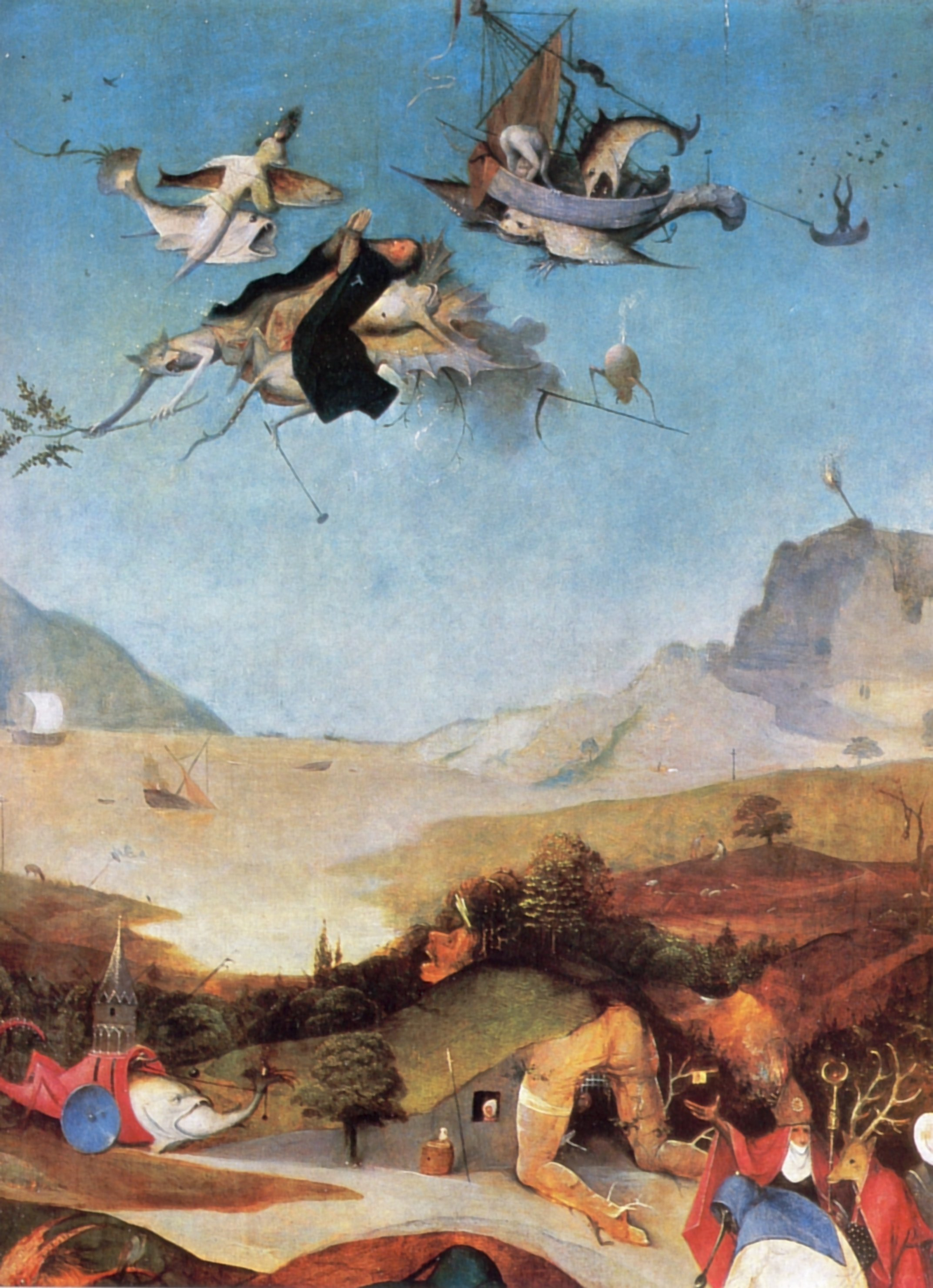
Saint Antoine rossé par des diables (détail).

Dans la partie supérieure, saint Antoine en prière est couché sur le dos d'un animal imaginaire vaincu dans les airs. Il est entouré de monstres marins : un démon chevauche un poisson tandis qu'un autre soutient un bateau. Le registre inférieur représente le saint : épuisé par sa lutte contre les démons, il est secouru par deux frères antonins et un laïc dont les traits représentés avec une grande précision seraient, selon certaines hypothèses, ceux du peintre. Ces personnages enjambent un petit pont en bois sous lequel s'abritent des accusateurs diaboliques qui ont déjà commencé leur réquisitoire. Sur l'eau gelée où patine un autre messager, une créature bossue au corps d’oiseau, qui apporte un second document sur lequel on peut lire le mot « protio » (très probablement une abréviation de « protestatio »). L'artiste met en scène un diable messager coiffé d'un entonnoir (symbole de l'ivrognerie) portant des patins à glace, faisant référence à l'expression populaire néerlandaise « patiner sur la glace » (signifiant que le monde marche sur la tête). Près de là un gros œuf, symbole alchimique, d'où sortent des oiseaux.
La terre où échoue le saint est un lieu couvert d'étranges constructions et peuplé d'habitants inimaginables.

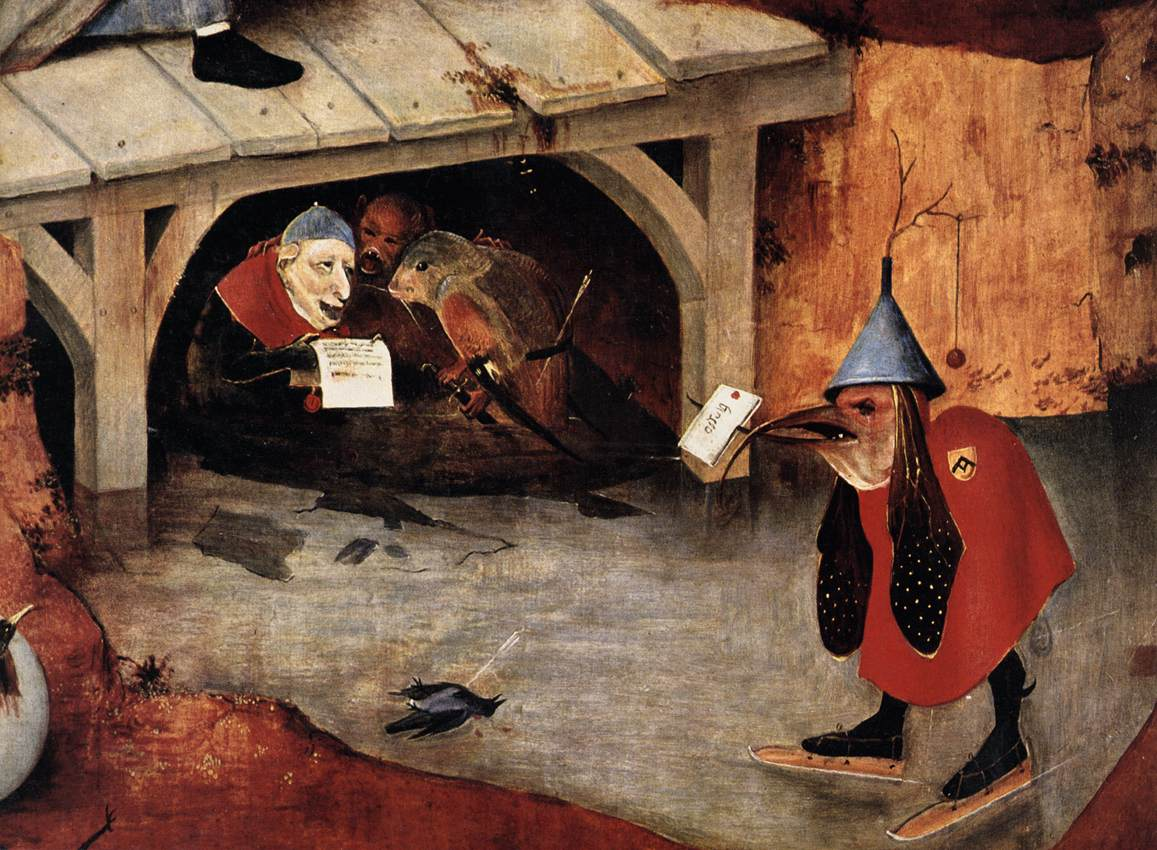
Détail.

Le mal y est partout. L'homme-maison qui « montre ses fesses à qui veut s'en servir » n'est pas sans évoquer un bordel ainsi que très probablement la sodomie. L'architecture animale sauterelle-poisson dévorant un autre poisson incarne un monde en conflit total et permanent capable d'engendrer des dignitaires ecclésiastiques également monstrueux. Même les lieux apparemment calmes, la mer, la plage, et les paysages champêtres sont hantés de présences inquiétantes, discrètes pour certaines (le naufrage) plus évidentes pour d'autres comme le gigantesque corps blessé de l'homme-maison. Bosch s'est montré particulièrement innovant dans sa traduction picturale des proverbes.
Sous le niveau de la terre, le registre inférieur de l'eau gelée donne sur une ouverture qui semble communiquer avec un espace infernal.

### Panneau central:La Tentation de saint Antoine
Le saint, reconnaissable par les conventions iconographiques à son aspect physique (vieil homme barbu muni d'une canne) et son habit antonite (sur sa robe de bure à capuchon, croix potencée en tau brodée sur l'épaule de sa manche et pendant au chapelet de sa ceinture), se trouve pratiquement au centre géométrique du tableau : point de convergence ou de répulsion de divers cortèges de créatures monstrueuses.
Discrète sinon dissimulée dans une architecture en ruines, une double représentation de Jésus indique le vrai chemin dans un monde confus. Les plans supérieurs sont constitués, à gauche, par la peinture d'un village en flammes (thème récurrent chez l'artiste qui a probablement été influencé par l'incendie qui ravagea son village natal Bois-le-Duc en 1463), tandis qu'à droite, deux navires ailés peuplent de leur élégance le jour radieux.
Le saint, vêtu en et agenouillé en prière, interroge Dieu qui ne l'a pas aidé, mais est distrait de son oraison. Alors qu'il contemplait le Christ (lequel présente à l'ermite l'autel sur lequel est disposé un crucifix, dans une tour en ruine, symbole d'une chapelle ? De la retraite de l'ermite ?), il prend conscience de son entourage démoniaque et regarde le spectateur. Il ne voit pas, ne veut pas voir les monstres énigmatiques réunis en petits groupes qui le défient ; les deux doigts joints sont un signe de bénédiction (répondant à celui du Christ) mais sa main peut aussi désigner la double présence de Jésus-Christ, image de la foi authentique. Le saint est entouré d'une religieuse et d'une coquette qui lui présente une coupe. La table ronde derrière lui est le lieu d'une partie de gobelets. Un des joueurs, l'homme à tête de porc (attribut du saint) porte un luth sous le bras (ménestrel avec un symbole de luxure ?), un hibou sur la tête (symbole de mort) et tient en laisse un chien portant l'habit à grelots des fous et le bonnet des bouffons. Près de la table ronde, « une négresse corpulente apporte sur un plateau une invraisemblable grenouille rose qui brandit, du bout de ses pattes antérieures, un œuf » qui se fend, creuset de la vie dans la symbolique des alchimistes.
Une procession de monstres se dirige vers le saint : le premier groupe à droite est constitué d'oisifs, avec notamment un fauconnier ailé à tête d'artichaut qui chevauche une cruche à pattes, une femme-arbre portant un bébé emmailloté (peut-être encore une parodie de l'histoire sainte, celle de la fuite en Égypte) et qui monte un rat, un seigneur avec une pomme sur la tête ; le second à gauche représente une parodie de justice avec un juge qui semble avoir fait prisonnier le démon blanc, percé par une lance à piques, et la grande roue du bailli exhibant le membre tronçonné d'un condamné. À droite de l'estrade, une messe du sabbat est dite par un démon tonsuré à groin de porc, à la chasuble déchirée sur ses entrailles pourries.
Bosch représente deux malades atteints du feu saint Antoine que la gangrène a démembrés et qui ont été amputés : sur la gauche de l'estrade, un mendiant aveugle (la vielle en bandoulière et menant deux chiens accoutrés d'un paletot), qui exhibe sa jambe amputée sur un pilon pour éveiller la pitié ; un homme étendu, au chapeau haut-de-forme et à la cape rouge, regarde son pied détaché par la gangrène posé sur un linge.
Au-dessus du village en flamme, volent des créatures malignes, des cavaliers ailés chevauchant un poisson, armés d’une lance de tournoi surmontée d’un hanap. Un bateau et un cygne engagent un combat aérien. Plus bas, un pont, une rivière, une femme lavant du linge sur une berge jonchée de cadavres, Bosch passant du fantastique au quotidien.
Le mal qui envahit tout n'épargne pas même l'édifice hanté qui abrite le Christ et son effigie. La partie supérieure du monument est peuplée d'être maléfiques. La tour de la Foi ancienne jouxte le palais du Péché. Sur la tour, des images d'idolâtrie avoisinent celles de la loi de Dieu et de la terre promise où coulent le lait et le miel, symbolisée par une grappe de raisin géante.
Le palais du Péché est une construction en forme de fruit auquel on accède par un pont couvert. Il est traversé par une étrange procession animale. Lieu de goinfrerie et de luxure, une étrange horloge et le niveau des eaux indiquent peut-être l'intensité du péché.
Sur l'eau à droite, un poisson-vaisseau navigue à la rencontre d'un bateau-canard colvert manœuvré par un singe noir qui oriente une voile composée en partie d'un squelette de raie, tendu sur un filet transparent.
Jacques Combe voit de nombreux symboles alchimiques dans la composition : la coloquinte écarlate et d'aspect très appétissant est une allusion au fourneau des alchimistes. Ce gros fruit à gauche, parfois désigné sous le nom de « cucurbite du sage », s'avère pourri, des monstres s'en échappant ; la mandragore (« main de gloire » chez les alchimistes) est portée par le démon chevauchant le rat ; « l'auberge où des moines et des nonnes font leurs libations, près de la tour ovoïde, est à l'enseigne d'un soufflet, emblème constant des charlatans alchimiques ». La mandragore rappelle aussi que dans les monastères des Antonins, on administrait parfois aux malades victimes du feu de saint Antoine du jus de mandragore mêlé ou non de jusquiame, pour les endormir avant l'amputation. La plante étant un puissant hallucinogène, les malades anesthésiés étaient aussi victimes d'hallucinations, de sensations de flottement retranscrites par Bosch.

### Panneau de droite:Saint Antoine en méditation
Le ciel, comme toujours, est peuplé de créatures monstrueuses ou négatives. Ici une variante particulière de sorcières se rendant à quelque étrange cérémonie. Une ville et son fossé avec des collines au second plan. Le fossé est peuplé d'êtres bizarres : on y voit des rats géants et un dragon.
Le saint assis sur un banc de gazon, est distrait de son étude alors qu'il lisait la Bible. Tourné vers la gauche, il ne regarde pas la femme nue, qui, surgissant d'une tente aux armatures de bois mort coiffée d'une parure rouge, incarne probablement la tentation de la chair. La boisson est directement liée à la luxure. Outre la luxure, il semble également ne pas succomber au péché capital de la gourmandise, un groupe de démons rassemblés autour de cet arbre aux branches dénudées et qui le tentent avec de la nourriture (poisson) et de la boisson (sorcière versant un pichet de vin dans une coupe, allusion possible au saint vinage donné par les Antonins aux malades). En marge un nain sans bras à l'intérieur d'une sorte de trotteur est l'image du désarroi sans nom.
Le regard de saint Antoine ne peut cependant pas échapper au diable symbolisé dans le registre inférieur du tableau par la gloutonnerie avec la table habitée, soutenue et assiégée par des personnages inquiétants (dont l'un en béquille, aux jambes brûlées, avec l'une d'elles enfoncée dans une cruche). À côté de cette table, un corps composé de jambes et d’un ventre est transpercé par une épée, tandis qu'un homme à la capuche d'antonin et aux pieds ébouillantés (symbole également du feu de saint Antoine) souffle dans une trompette de laquelle sort un cor émettant une fumée nocive en guise de musique.

### Revers du triptyque
Les volets de ce triptyque sont peints au revers de grisailles représentant deux scènes de la Passion du Christ. À gauche, l'arrestation dans le jardin des oliviers, avec Judas s'éloignant, sa bourse lestée des trente pièces d'argent pendue au cou, un calice symboliquement mis en évidence au sommet du rocher du Golgotha, et l'apôtre Pierre qui s'apprête à couper l'oreille droite de Malchus à l'aide de son épée. À droite, le Portement de croix, avec Véronique qui tend son voile à Jésus pour qu'il puisse s'essuyer le front. Au premier plan, des moines confessent les deux larrons.
| Gauche : L'Arrestation | Droite : Le Christ portant la Croix |

## Autres versions et copies
Les historiens de l'art connaissent une vingtaine de copies de cette œuvre, intégrales ou partielles.
Une copie, réalisée par un élève de Bosch, est exposée au musée des beaux-arts du Canada à Ottawa et, une autre version se trouve au musée du Prado à Madrid. Une troisième œuvre, considérée un temps comme un original, qui a été étudiée par l'historien d'art de l'université de Pennsylvanie, Larry Silver, est en réalité une copie réalisée au XVIe siècle ; elle est actuellement détenue par la Barnes Foundation, près de Philadelphie, en Pennsylvanie.
Les reproductions, d'ensemble ou de détail, en sont nombreuses.